# Deutschlandsberg (huyện)
Bezirk Deutschlandsberg là một huyện của bang
Styria ở Áo.

## Các đô thị —2014!!!
Các thị xã (Städte) bằng chữ đậm; các phố thị (Marktgemeinden) bằng chữ xiên, các khu ngoại ô, làng và các đơn vị khác của một đô thị được hiển thị bằngchữ nhỏ.
- Aibl
  - Aichberg, Hadernigg, Rothwein, Sankt Bartlmä, Sankt Lorenzen, Staritsch
- Bad Gams
  - Bergegg, Feldbaum, Sallegg, Furth, Gersdorf, Greim, Hohenfeld, Mitteregg, Müllegg, Niedergams, Vochera am Weinberg
- Deutschlandsberg
- Eibiswald
- Frauental an der Laßnitz
  - Freidorf an der Laßnitz, Freidorfer Gleinz, Laßnitz, Schamberg, Zeierling
- Freiland bei Deutschlandsberg
- Garanas
  - Oberfresen
- Georgsberg
  - Ettendorf bei Stainz, Pichling bei Stainz, Rossegg
- Greisdorf
  - Sommereben, Steinreib, Wald in der Weststeiermark
- Gressenberg
- Groß Sankt Florian
  - Grünau an der Laßnitz, Gussendorf, Kraubath in der Weststeiermark, Krottendorf an der Laßnitz, Lebing, Petzelsdorf in der Weststeiermark, Tanzelsdorf, Vochera an der Laßnitz
- Großradl
  - Bachholz, Feisternitz, Kleinradl, Kornriegl, Oberlatein, Pongratzen, Stammeregg, Sterglegg, Wuggitz
- Gundersdorf
  - Grubberg
- Hollenegg
  - Aichegg, Hohlbach, Kresbach, Neuberg, Rettenbach, Trag, Kruckenberg
- Kloster
  - Rettenbach
- Lannach
  - Blumegg, Breitenbach in der Weststeiermark, Heuholz, Hötschdorf, Sajach, Teipl
- Limberg bei Wies
  - Limberg, Mitterlimberg
- Marhof
  - Angenofen, Rainbach, Sierling, Teufenbach, Trog, Wald in der Weststeiermark
- Osterwitz
- Pitschgau
  - Bischofegg, Haselbach, Hörmsdorf
- Pölfing-Brunn
  - Brunn, Jagernigg, Pölfing
- Preding
  - Klein-Preding, Tobis, Tobisberg, Wieselsdorf
- Rassach
  - Graschuh, Herbersdorf, Lasselsdorf
- Sankt Josef (Weststeiermark)
  - Oisnitz, Tobisegg
- Sankt Martin im Sulmtal
  - Aigen, Bergla, Dörfla, Greith, Gutenacker, Oberhart, Otternitz, Reitererberg, Sulb
- Sankt Oswald ob Eibiswald
  - Krumbach, Mitterstraßen, Rothwein
- Sankt Peter im Sulmtal
  - Freidorf, Kerschbaum, Korbin, Moos, Poppenforst, Wieden
- Sankt Stefan ob Stainz
  - Lemsitz, Lichtenhof, Pirkhof, Zirknitz
- Bad Schwanberg
  - Mainsdorf
- Soboth
  - Laaken
- Stainz
  - Gamsgebirg, Kothvogel, Neurath
- Stainztal
  - Grafendorf bei Stainz, Graggerer, Mettersdorf, Neudorf bei Stainz, Wetzelsdorfberg, Wetzelsdorf in der Weststeiermark
- Stallhof
- Sulmeck-Greith
  - Dietmannsdorf im Sulmtal, Gasselsdorf, Graschach, Kopreinigg, Pitschgauegg, Tombach
- Trahütten
  - Kruckenberg, Rostock
- Unterbergla
  - Grub bei Groß Sankt Florian, Hasreith, Michlgleinz, Mönichgleinz, Nassau, Sulzhof
- Wernersdorf
  - Buchenberg, Kogl, Pörbach
- Wettmannstätten
  - Lassenberg, Schönaich, Weniggleinz, Wohlsdorf, Zehndorf
- Wielfresen
  - Unterfresen, Wiel
- Wies
  - Altenmarkt, Aug, Buchegg, Etzendorf, Gaißeregg, Gieselegg, Lamberg, Vordersdorf

| sửa | Thành phố và huyện (Bezirke) của Steiermark | Flag of Austria |
| \| \| Graz Bruck-Mürzzuschlag \\| Deutschlandsberg \\| Graz-Umgebung \\| Hartberg-Fürstenfeld \\| Leibnitz \\| Leoben \\| Liezen \\| Murau \\| Murtal \\| Südoststeiermark \\| Voitsberg \\| Weiz \| | |                 |
| Styria map | Graz Bruck-Mürzzuschlag \| Deutschlandsberg \| Graz-Umgebung \| Hartberg-Fürstenfeld \| Leibnitz \| Leoben \| Liezen \| Murau \| Murtal \| Südoststeiermark \| Voitsberg \| Weiz |                 |